# 苯并异𫫇唑
苯并异𫫇唑可能指：
- 1,2-苯并异𫫇唑
- 2,1-苯并异𫫇唑